# Paul N. Carlin
Paul Nestor Carlin (* 25. August 1931 in San Diego; † 25. April 2018 in Arlington) war ein US-amerikanischer Regierungsbeamter. Er war zwischen 1985 und 1986 als United States Postmaster General Leiter der amerikanischen Postbehörde USPS.

## Werdegang
Paul N. Carlin graduierte 1954 mit einem Bachelor of Arts und 1958 mit einem Master of Arts an der University of Wyoming. Während dieser Zeit war er Mitglied der Studentenverbindung Sigma Chi. Darüber hinaus war er stellvertretender Stadtdirektor von Laramie und nach Erhalt seines Masters „Director of Student Employment, Graduate Placement and Veteran Relations“ an der betreffenden Universität. Er war der erste Empfänger des Emory S. Land Outstanding Athlete Award.
Carlin war Angehöriger des Reserve Officer Training Corps (ROTC) und diente als Second Lieutenant in der US Army in Deutschland. Mit 24 Jahren ging er für ein Jahr als Fulbright-Gastprofessor an die Universität Bagdad. Die US-Jaycees benannten ihn 1960 zum „Wyoming's Outstanding Young Man“.
Er war zwischen 1961 und 1968 einer der oberen Verwalter in mehreren nationalen Verbänden in Washington, D.C. wie der National Association of Counties, der National School Boards und der National Audio-Visual Associations. Ferner förderte er die Verabschiedung von Bundesgesetzen in Naturschutz, Bildung und „Community Health“. Die US-Jaycees listeten ihn damals als einen der „Ten Outstanding Young Men of America“.
Carlin fing 1969 beim United States Postal Service an, wo er als Eastern and Central Regional Postmaster General tätig war. Im nachfolgenden Jahr erhielt er den Benjamin Franklin Award, die höchste Auszeichnung des US-Postdienstes, für seine vorzügliche Leistung im Management sowie seiner Rolle bei der Ausarbeitung und Erlassung des Postal Reorganization Act. Zu jener Zeit war er „Executive Assistant“ des Postmaster General. Später wurde er selbst zum Postmaster General ernannt und übte diese Funktion vom 1. Januar 1985 bis zum 6. Januar 1986 aus.
1990 war er Mitgründer der Firma Business Mail Express Inc., die er 1995 verkaufte. 1998 war er Mitgründer von Mail2000, die 2001 an den United Parcel Service verkauft wurde.
Die University of Wyoming nahm Carlin 1994 in ihre Liste der 75 „Exemplary Alumni“ auf.  